# مارغريت إيه ديفيدسون
مارغريت ديفيدسون (2 مارس 1950 - 23 مايو 2017) كانت رائدة في إدارة السواحل. أمضت معظم حياتها المهنية في العمل داخل الإدارة الوطنية لدراسة المحيطات والغلاف الجوي (NOAA)، حيث أخذت أدوارا قيادية مستمدة من خبرتها في التكيف مع المناخ والتنمية الساحلية المستدامة، وتخفيف المخاطر المرتبطة بالظواهر الجوية القاسية. ومن بين هذه الأدوار، شغل ديفيدسون منصب القائد الأعلى للغمر الساحلي والمرونة للإدارة الوطنية للمحيطات والغلاف الجوي. وتذكر بأنها «صاحبة رؤية» في مجال العلوم والإدارة الساحلية، ولا سيما لقدرتها على إشراك المجتمعات المحلية والنظر في القضايا الاجتماعية والاقتصادية المحلية مع اتخاذ قرارات إدارة السواحل.

## حياتها المهنية
بدأت حياتها المهنية في علوم وإدارة المناطق الساحلية عام 1978 بدرجة الدكتوراه في القانون من جامعة ولاية لويزيانا. عملت ديفيدسون لفترة وجيزة كمستشار خاص ومساعد محامٍ لوزارة العدل في لويزيانا. حصلت لاحقًا على درجة الماجستير من جامعة رود آيلاند في السياسة البحرية واقتصاديات الموارد. بعد ذلك، انضمت إلى اتحاد المنح البحرية في ساوث كارولينا حيث عملت لمدة 16 عامًا، وفي النهاية أصبحت مديرة تنفيذية لمدة 13 عامًا من تلك السنوات. في عام 1995، انضمت إلى NOAA كمدير مؤسس لمركز الخدمات الساحلية. شغلت منصب المدير المساعد بالنيابة لخدمة المحيطات الوطنية التابعة للإدارة الوطنية للمحيطات والغلاف الجوي (NOAA) 2000-2002. من أبريل 2012 إلى مايو 2014، كانت تعمل مديرة بالإنابة لمكتب إدارة المحيطات والموارد الساحلية، ثم أشرفت على الدمج مع مركز الخدمات الساحلية في عام 2013 ليصبح ما يُعرف الآن بمكتب NOAA للإدارة الساحلية. في عام 2014، أصبحت المستشار العلمي الأول في NOAA لغمر السواحل والمرونة حيث قامت بتقييم جميع جهود NOAA لإغراق السواحل.

## الدعوة إلى التكيف مع المناخ
اعترفت ديفيدسون بوجود صلة مفقودة بين العلم وصنع القرار المحلي تخلق عقبة أمام التكيف مع المناخ. وقالت إنها تفهم أن المكاتب السياسية المحلية غالبا ما تكون أكثر اهتماما وأكثر قدرة على الاستعداد لخطر العاصفة القادمة على المدى القصير، مما كانت عليه مع التحضير للتهديد على المدى الطويل على ما يبدو من ارتفاع مستوى سطح البحر. واستثمرت في الجهود الرامية إلى استعادة الأراضي الرطبة المحلية التي توفر التخفيف من حدة ارتفاع مستوى سطح البحر وفي وضع خرائط للمخاطر في المناطق الساحلية من شأنها أن تنقل بشكل فعال العلم وراء ارتفاع مستوى سطح البحر.
كانت مارغريت من المؤيدين الصارخين بأن العلم الجيد هو أساس ضروري لأي قرار أو برنامج إداري. وقالت إن الدراسات تحتاج إلى فهم مخاطر الغمر الساحلي من الخصائص البيئية والمجتمعية والحوكمة في المنطقة من أجل أن تكون ناجحة. ويمكن أن تؤدي هذه المعلومات جنبا إلى جنب مع المناقشات المعلنة إلى اتخاذ قرارات تقلل من الخسائر المستقبلية للمنازل والتنمية الخاصة والبنية التحتية العامة والخسائر المتكررة في الأموال الحكومية.
وتحدثت عن الحاجة الملحة لوضع سياسات ومبادرات للتكيف مع المناخ وارتفاع مستوى سطح البحر ولم تكن خائفة من انتقاد الأدوار التي لعبتها الوكالات الاتحادية ووكالات الولايات في هذا الشأن.

## التقدير والجوائز
- باحث في برنامج فولبرايتجامعه أوف سونغكلا بتايلاند لإدارة الموارد الساحلية عام 1992
- جائزة نوبل للهيئة الحكومية الدولية المعنية بتغير المناخ وألبرت (آل) جور جونيور في عام 2007
- جائزة الاستحقاق الرئاسية عامي 2002 و 2010
- زميل جمعية الأرصاد الجوية الأمريكية منذ عام 2009
- زميل جيلبرت وايت
- زميل زيورخ للتكيف مع المناخ
- جائزة مدير NOAA في عام 2014
- جائزة Margaret A. Davidson Stewardship التابعة لمؤسسة الأبحاث الساحلية ومصبات الأنهار - تُمنح للأفراد الذين أظهروا القيادة والالتزام بإدارة مصبات الأنهار والأنظمة الساحلية.
- زمالة مارغريت ديفيدسون NOAA - زمالة التطوير المهني لمدة عامين لطلاب الدراسات العليا لإجراء البحوث والتوعية التعليمية في أحد محميات أبحاث مصبات الأنهار الوطنية.
- برنامج مارغريت ديفيدسون الساحلية للتطوير الوظيفي - تستضيفه The Coastal Society، هذا البرنامج عبارة عن سلسلة من ورش عمل التطوير الوظيفي لعلماء ومديري السواحل في بداية ومتوسط حياتهم الم

## الحياة الشخصية
نشأت ديفيدسون في فورت وورث في تكساس. تزوجت من شريكها كارين ستيفنز في صيف 2013 في واشنطن العاصمة.